# Chiesa di Sant'Anna (Chieti)
La chiesa di Sant'Anna è un edificio religioso di Chieti, situato nei pressi del cimitero cittadino, tanto da essere solitamente definito "chiesa cimiteriale di Sant'Anna". Dal 1964 costituisce parrocchia.
Di antiche origini, ha subito notevoli rifacimenti nei secoli successivi e, soprattutto, nella seconda metà del Novecento. Nella soffitta di questa chiesa è stata rinvenuta una preziosa statua lignea di Sant'Anna risalente al Duecento, oggi al Museo diocesano di Chieti.

## Storia
La chiesa ha origini medievali, ma è stata modificata nel tempo e gli unici resti appartenenti alla costruzione originaria sono i locali interrati. La chiesa è stata certamente rifatta in stile neoclassico nella seconda metà dell'Ottocento, quando fu costruito il cimitero comunale fuori Porta Sant'Anna, gli interni e il campanile a torretta sono stati rifatti in epoca recente. Nel 1964 viene elevata a parrocchia dall'arcivescovo Giovanni Battista Bosio dopo lo smembramento del territorio parrocchiale di Sant'Antonio Abate. L'evento diventa occasione di restauro per l'interrato medievale, mentre nelle immediate vicinanze viene costruita la nuova casa parrocchiale. Anche la chiesa viene ampliata e viene aggiunta la navata laterale destra. Nel 1979 viene costruito il campanile, mentre nel 1983 la chiesa subisce un restauro generale su progetto del centro Domus Dei di Roma.

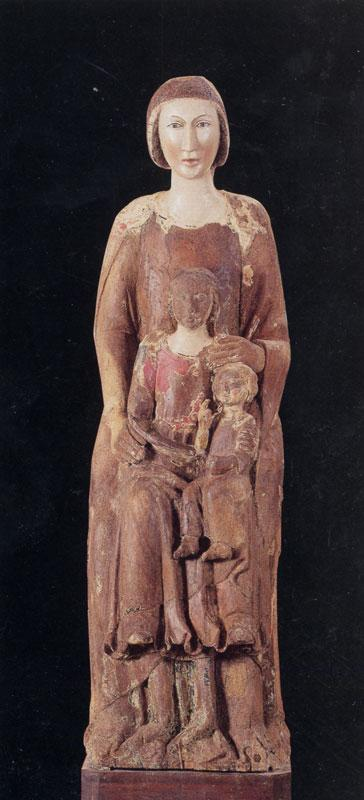
Gruppo scultoreo della Sant'Anna "Metterza", con Anna madre, la Madonna fanciulla e il Bambino, conservato nel Museo diocesano Teatino, Chieti

### Architettura
La chiesa presenta un impianto rettangolare con portico laterale, e tipico nartece quadrangolare con arco di ingresso, che precede l'ingresso, motivo architettonico presente in quasi tutte le cappelle rurali teatine neoclassiche, come la Madonna delle Grazie, il Santissimo Salvatore, la Madonna del Freddo, la Madonna delle Piane, San Donato, la Madonna della Vittoria.
Il nartece ad arco a tutto sesto, è inquadrato da due coppie di paraste ioniche, la facciata è stata completata nel 1880, a tempietto neoclassico che rispecchia nella sommità il timpano dei fregi greci. Vi è una iscrizione dedicata a S. Anna. Il campanile laterale è stato ricostruito sulla d'accusa, precedentemente età retrostante, è a torretta, con un concerto di cinque campane fuse dalla Pontificia Fonderia Marinelli di Agnone. Il portico dell'ingresso del cimitero è coevo all'altro portico del secondo edificio a cappella, uguale alla chiesa, posto sulla sinistra dell'ingresso al cimitero.
L'interno della chiesa è a navata unica, ripristinato in maniera moderna dopo il Concilio Vaticano II, con delle finestre ad arco allungato a tutto sesto decorate da policromie, istoriate, che si rifanno alle basiliche antiche di Roma. Presso l'altare rialzato vi è un moderno fonte battesimale in marmo a pianta ottagonale; verso la parete c'è un bassorilievo in bronzo con raffigurata l'Ultima Cena.
All'ingresso sulla destra vi è un bassorilievo ligneo con rappresentata la Via Crucis. Le statue presenti sono della Madonna Immacolata e di Sant'Anna con Maria Bambina, di scuola leccese.

## La statua di Sant'Anna
Nella chiesa si trovava una preziosa statua lignea di Sant'Anna, rinvenuta nel 1930 nella soffitta e poi trasferita nel Museo diocesano di Chieti. Fa parte di una serie di opere d'arte della provincia di Chieti recuperate in sagrestie e ripostigli, nei quali erano rimaste per lungo tempo abbandonate. La statua rappresenta la tipologia della Sant'Anna Metterza, cioè sant'Anna che tiene in grembo la Madonna, a sua volta sorreggente il Bambin Gesù. Si tratta di un modello iconografico assolutamente unico in Abruzzo e comunque assai raro anche al di fuori della regione, essendo generalmente più diffuso in pittura che in scultura. La sua utilizzazione, in questo contesto, testimonia l'intenso dinamismo culturale ed artistico che caratterizzò le botteghe dei maestri lignari abruzzesi nel corso del Duecento. L'opera, infatti, è stata datata alla metà del XIII secolo e buona parte della critica riconduce la sua realizzazione ad artista abruzzese. L'impostazione di base del gruppo scultoreo è senz'altro romanica, come dimostra l'evidente frontalità delle figure, molto ricco di linearismi che conferiscono all'insieme un carattere di vivacità sicuramente nuovo rispetto alle opere coeve. Il gruppo, pur rispettando i caratteri tipici dell'arte del suo tempo, riesce a superare la tradizionale fissità accennando una certa propensione alla plasticità e al movimento.